# 올가 쿠즈네초바 (사격 선수)
올가 겐나디예브나 쿠즈네초바(러시아어: О́льга Генна́дьевна Кузнецо́ва, 1968년 11월 17일~)는 러시아의 사격 선수로 주 종목은 권총이다. 올림픽에 3회 참가했으며 1996년 하계 올림픽에서 여자 10m 공기권총 부문 금메달을 획득했다.
결혼 전 이름은 올가 겐나디예브나 클로치네바(러시아어: О́льга Генна́дьевна Клочнева)이다.